# Амање (Ду)
Амање (фр. Amagney) насеље је и општина у источној Француској у региону Франш-Конте, у департману Ду која припада префектури Безансон.
По подацима из 2011. године у општини је живело 735 становника, а густина насељености је износила 55,98 становника/km². Општина се простире на површини од 13,13 km². Налази се на средњој надморској висини од 253 метара (максималној 504 m, а минималној 253 m).

## Демографија
| 1962. | 1968. | 1975. | 1982. | 1990. | 1999. | 2011. |
| ----- | ----- | ----- | ----- | ----- | ----- | ----- |
| 411   | 422   | 597   | 656   | 664   | 680   | 735   |

График промене броја становника у току последњих година